# Марбеля къп
Марбеля къп е приятелски международен футболен турнир, провеждан всяка година през февруари в средиземноморския курорт Марбеля в Андалусия, Испания. През 2013 година поради високия интерес турнирът се излъчва по много телевизии в Източна Европа.

## История
Футболният турнир „Марбеля къп“ за пръв път се провежда през 2011 година. В турнира участват главно отбори от източна Европа и Скандинавия. Първият шампион на турнира е украинският отбор ФК Днепър.

## Шампиони и подгласници
2011 г.
- ФК Днепър
  - (2)  ФК Полония Варшава
    - (3)  Спарта (Прага)

2012 г.
- ФК Рубин (Казан)
  - (2)  ФК Динамо Киев
    - (3)  Лех Познан

2013 г.
- Атлетико Паранаенсе
  - (2)  ФК Динамо Букурещ
    - (3)  ФК Динамо Киев

2014 г.
- Динамо (Букурещ)

2015 г.
- Локомотив (Москва)

2017 г.
- ФК Интер(Милано)